# 北山結莉
北山結莉（日语：／ Kitayama Yuri），日本男性作家，著有《精靈幻想記》、《失格世界的沒落英雄》、《突然擁有世界最強魅惑技能》等輕小說。